# كانون 10 دي
كانون 10 دي (بالإنجليزية: Canon EOS 10D)‏ هي كاميرا احترافية 6.3 ميجا بيكسل من إنتاج شركة كانون وقد طرحت في السوق في فبراير 2003.